# Albert Schweitzer – Ein Leben für Afrika
Albert Schweitzer – Ein Leben für Afrika ist ein Spielfilm aus dem Jahr 2009. Die deutsch-südafrikanische Koproduktion schildert den Einsatz des Arztes Albert Schweitzer (1875–1965) für sein Lepra-Krankenhaus in Lambaréné im zentralafrikanischen Gabun.

## Handlung
Zur Zeit des Kalten Krieges arbeitet der auch als Bach-Forscher tätige Arzt Albert Schweitzer im afrikanischen Gabun und betreibt dort sein Lepra-Hospital Lambaréné. Als Schweitzer im Jahr 1949 nach New York reist, um Spenden zu sammeln, wird er von den New Yorkern begeistert empfangen. Er gibt ein Bach-Konzert und kann seinen Freund, den Physiker Albert Einstein begrüßen. Einstein, der wegen seines Eintretens gegen die Atombombe von der CIA als Kommunist eingestuft wird, macht sich Sorgen, dass seine Freundschaft mit Albert Schweitzer dessen Tätigkeit als Arzt schaden könnte. Als der Physiker seinen Freund bittet, sich öffentlich gegen die Atombombe zu äußern, bittet Schweitzer um Bedenkzeit.
Während des Aufenthalts in Amerika erzählen er und seine Frau Helene den Menschen über die Anfänge und das Bestehen ihres Krankenhauses in Afrika. So rettete Schweitzer beispielsweise einem Afrikaner das Leben und bekam dafür die Verehrung von dessen Frau, musste aber hilflos mitansehen, wie der Medizinmann des Stammes die Frau sogleich für ihren „Ungehorsam“ mit dem Tod bestrafte. In Amerika macht das Ehepaar Schweitzer auch die Bekanntschaft der Fotografin Thérèse Bourdin. Wenig später stellt Bourdin den Schweitzers den PR-Berater Phil Figgis vor, der verspricht, mit Hilfe einer PR-Broschüre weitere potentielle Spender zu suchen.
Schon bald reist Schweitzer nach Afrika zurück, als die „provisorische Regierung“ von Gabun sein Krankenhaus schließen lässt. Schweitzer nimmt Kontakt mit Ngouta, dem Präsidenten der „provisorischen Regierung“ auf, der ihm den Weiterbetrieb des Krankenhauses ermöglicht. Bourdin und Figgis reisen nach Afrika, um Schweitzer zu helfen. Figgis ist an Informationen gelangt, dass Ngouta angeblich plant, Schweitzers Krankenhaus zu schließen und ein neues bauen zu lassen.
Inzwischen fängt die CIA Schweitzers Briefe an Einstein ab, in denen sich Schweitzer gegen die Atombombe ausspricht, und bezichtigt Schweitzer des Kommunismus. Helene Schweitzer und Tochter Rhena reisen besorgt nach Afrika, um Albert Schweitzer zu benachrichtigen. Bourdin und Figgis entdecken im Wald einen verrosteten Röntgenapparat, aus dem bald Strahlung austreten kann. Schweitzer vermutet dahinter eine Intrige der CIA und beschließt, öffentlich gegen die Atombombe einzutreten. Helene und Rhena Schweitzer flehen ihn an, sich zurückzuhalten, um sein Hospital nicht zu gefährden. Doch Schweitzer beendet seine Tätigkeit für sein Hospital, um es vor weiteren Angriffen durch seine Gegner zu schützen.
Sogleich wird Schweitzers Hospital von der „provisorischen Regierung“ geschlossen. Als sich eine Menschenmenge vor Schweitzers Haus versammelt, um ihren Doktor zu feiern, wird Schweitzer von Ngouta gebeten, sich auch weiterhin um die Menschen zu kümmern. Es stellt sich heraus, dass Figgis ein CIA-Agent ist, der Schweitzers Tätigkeit sabotieren sollte; nun ist er erbost, dass sein Vorgesetzter und Ngouta Schweitzer weiter arbeiten lassen.
Im Jahr 1953 wird Albert Schweitzer mit dem Friedensnobelpreis ausgezeichnet und ruft in seiner Dankesrede zu einer Welt ohne Waffen auf.

## Kritiken
„Dialogorientierte, konventionell inszenierte, in der Titelrolle gut gespielte Filmbiografie. Obwohl stilistisch nicht sehr versiert, besticht sie durch die differenzierte Darstellung einer vielschichtigen, auch widersprüchlichen Persönlichkeit, deren Arbeit gewürdigt wird, ohne Schweitzer dabei zum Helden zu stilisieren.“

Die Deutsche Film- und Medienbewertung FBW in Wiesbaden verlieh dem Film das Prädikat wertvoll.